# Mszarnik jutta
Mszarnik jutta (Oeneis jutta) – motyl dzienny z rodziny rusałkowatych. W Polsce objęty częściową ochroną gatunkową.

## Wygląd
Rozpiętość skrzydeł od 46 do 50 mm, dymorfizm płciowy słabo zaznaczony.

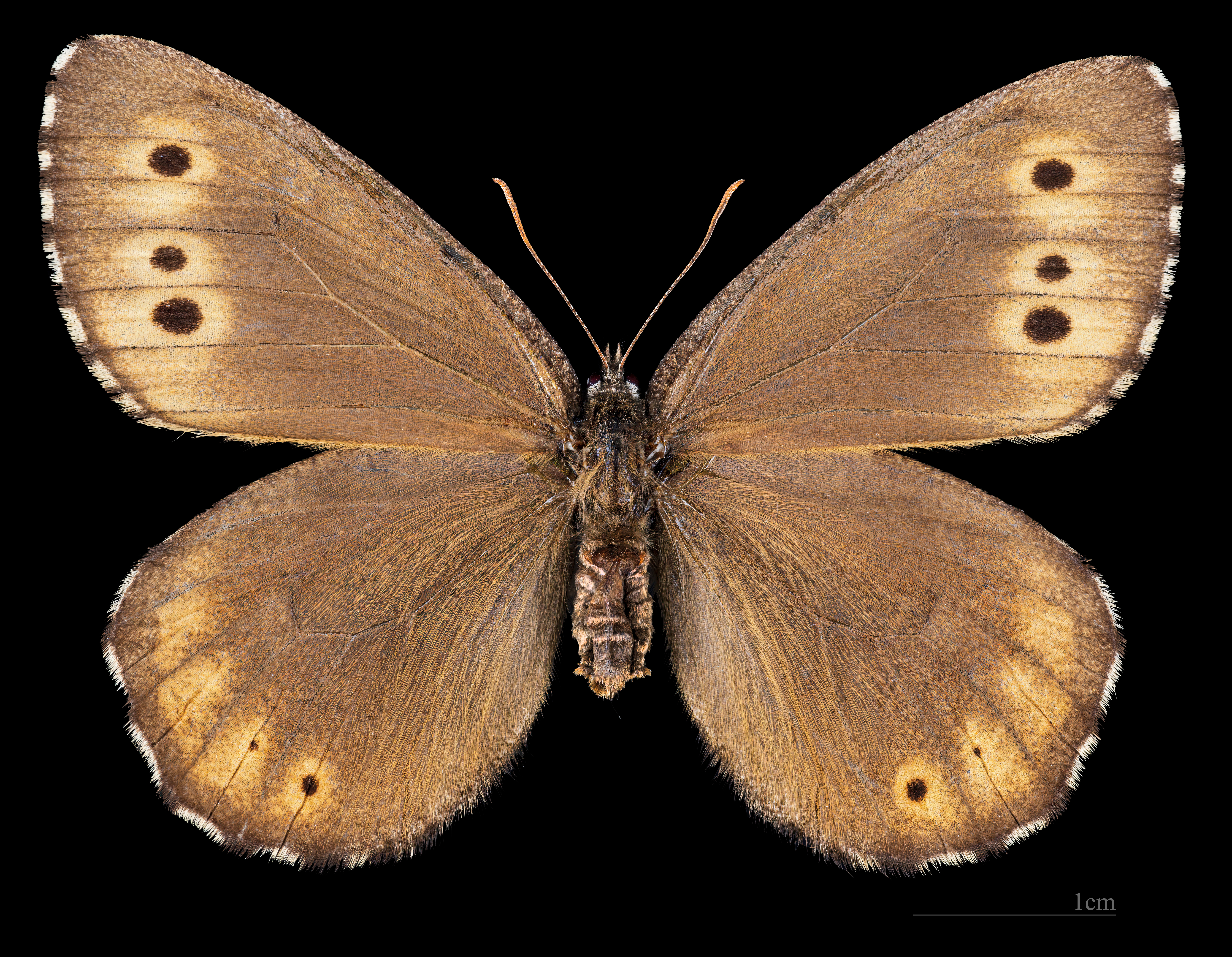
Oeneis jutta jutta  ♂
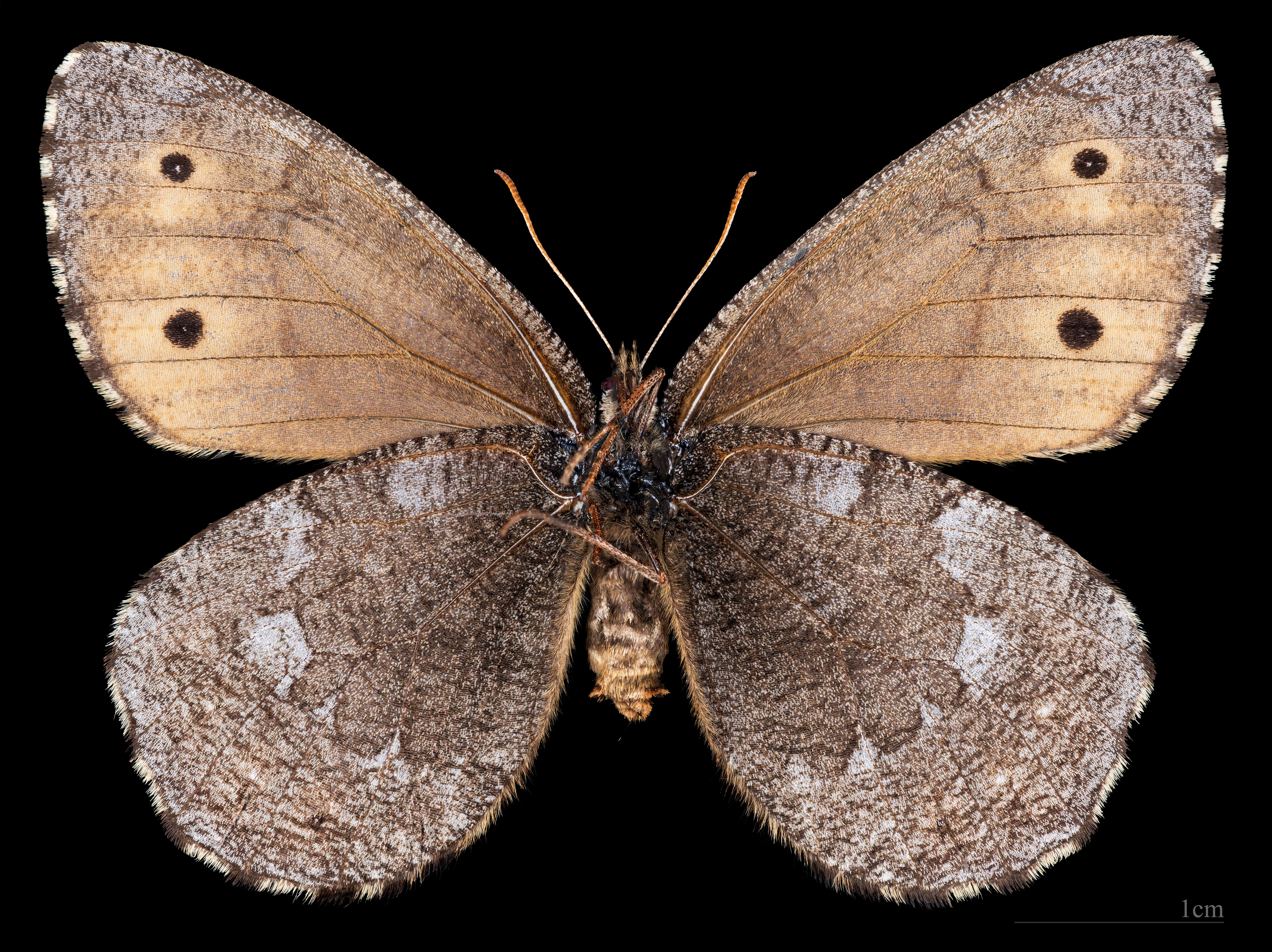
Oeneis jutta jutta ♂  △

## Siedlisko
Świetliste bory bagienne, skraje torfowisk wysokich, mszary.

## Biologia i rozwój
Wykształca jedno pokolenie w roku (maj–połowa czerwca). Rośliny żywicielskie: w Polsce wyłącznie wełnianka pochwowata. Jaja składane są na podłożu, na pniach lub gałązkach. Larwy wylęgają się po kilkunastu dobach, żerują w ciągu dnia. Zimują ukryte w torfowcach. Przepoczwarzają się wiosną, stadium poczwarki trwa 3–3,5 tygodnia. W Polsce cykl życiowy jest jednoroczny, na dalekiej północy dwu- lub trzyletni.

## Rozmieszczenie geograficzne
Gatunek holarktyczny, zamieszkuje północne części Europy, Azji i Ameryki Północnej. W Polsce ma tylko dwa stanowiska w Puszczy Augustowskiej. Są one izolowane zarówno od populacji w północnej Europie, jak również od siebie.